# Церковь Святых жён-мироносиц (Уэст-Сакраменто)
Церковь Святых жён-мироносиц (англ. Church of The Holy Myrhhbearing Women), или Русская православная церковь Святых жён-мироносиц (англ. Russian Orthodox Church of the Holy Myrrhbearing Women ) — православный храм Тихоокеанского Центрального благочиния Западно-Американской епархии Православной церкви в Америке в городе Уэст-Сакраменто в штате Калифорния. Богослужения проводятся на церковно-славянском языке (редко на английском языке).

## История
Первые православные иммигранты появились на территории на западе от города Сакраменто в 1910 году. Это были представители славянских народов, селившиеся в районе вдоль берега реки Сакраменто, который с 1987 года является частью города Уэст-Сакраменто. В то время в Сакраменто был единственные православный приход, в котором службы велись на греческом языке. С новой волной русских иммигрантов в начале 1920-х годов появились первые попытки основать приход, в котором службы проводились бы на церковно-славянском языке.
В 1925 году инициативной группой были собраны деньги и приобретена земля на углу авеню Хобсона и улицы Уотер-стрит, на которой вскоре, по благословению епископа Сан-Францисского Алексия (Пантелеева) начали возведение церкви. В том же году был основан приход. До окончания строительства храма службы проводились на дому у одного из прихожан. Ведущую роль при строительстве церкви сыграли женщины-прихожанки. Их усердие вдохновило настоятеля прихода, священника Владимира Саковича просить об освящении нового храма в честь святых жён-мироносиц. В 1930-х годах у прихода появился дом притча. В 1940 году приход приобрёл участок земли по соседству, на котором в 1949 году было построено здание воскресной школы.
После Второй мировой войны в Калифорнии осели многие русские эмигранты с Дальнего Востока, частью из Европы. Численность прихожан значительно увеличилась. В 1970—1971 годах было построено новое здание дома притча. В 1970 годах приход приобрёл ещё один участок земли, на котором оборудовал стоянку. В конце 1970-х и начале 1980-х приход курировал покупку квартир в соседних домах для пожилых прихожан.
В начале 1990-х годов в Уэст-Сакраменто стали селиться иммигранты из бывшего СССР, лишь малая часть которых была православного исповедания, остальные исповедовали протестантизм. Пожар в Уэст-Сакраменто в июле 2018 года нанёс значительный урон храму. В настоящее время ведётся сбор средств на восстановительные работы и предпринимаются попытки реконструировать церковь.